# Kis-Kevély
A 481 méter magas Kis-Kevély a Pilis-hegység Pilis-hegység délkeleti részén sasbércként kiemelkedő Nagy-Kevélytől északnyugatra helyezkedik el, amivel a Kevély-nyereg köti össze. A Kevélyek csoportjába tartozó hegy közvetlen szomszédságában, északnyugat felé Csobánka bújik meg, kissé távolabb északkeleti irányban Pomáz, délkelet felé Pilisborosjenő, délnyugatra pedig Pilisvörösvár található. A Kevélyek vonulata számos barlangot rejt. A Kis-Kevélyről dél felé lejövet, könnyű túrával érhető el az Egri csillagok filmváltozatának forgatási helyszínéül felépített romos díszletvár, míg észak felé a sziklamászók körében különösen kedvelt Oszoly-csúcs a legközelebbi turistacélpont. Délnyugati előhegye (Kerekes-hegy) és annak déli lankái a honvédség csobánkai harcászati gyakorlóterének részét képezik.

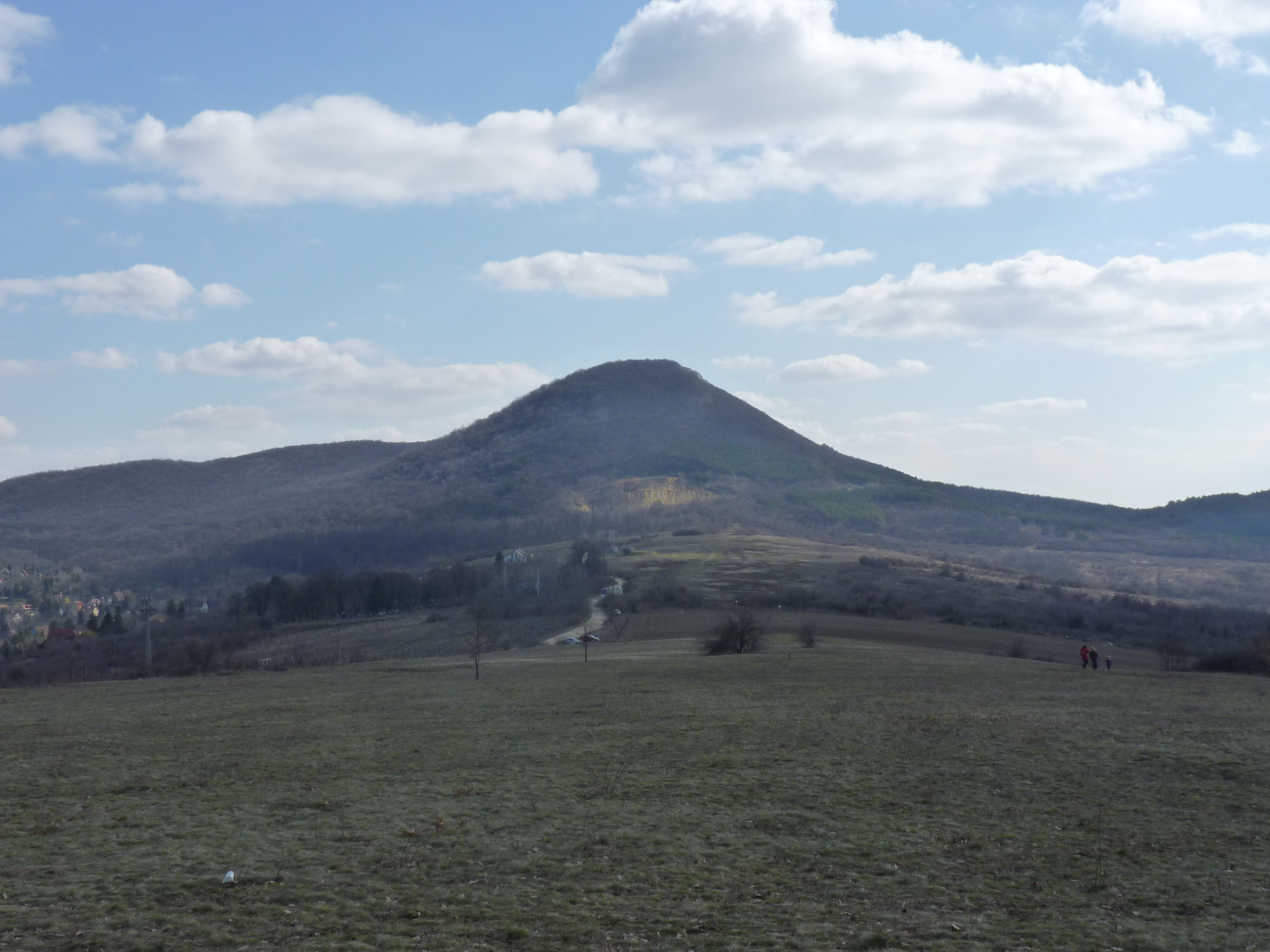
A Kis-Kevély látképe a Csobánkai-nyeregből

## Nevének eredete
A Kevélyek lejtőit a török hódoltság  után letelepedett szerb lakosság kovilynak nevezte el, ami árvalányhajat jelent. Szerb nyelvterületen így nevezik az olyan hegyoldalakat, amelyek legeltetésre alkalmatlanok, csupán árvalányhajas sziklagyep nő rajtuk. A kevély szó állítólag Faludi Ferenc nyelvújító leleménye, s a kovilyból ily módon lett kevély, a 19. század folyamán.

## Barlangok
A Nagy-Kevély hegytömbjében számos barlang van (Arany-lyuk, Gyopáros-, avagy Szódás-barlang), Hodály-barlang, Kevély-nyergi-rókalyuk, Kevély-nyergi-zsomboly, Kápolna-barlang, Kristály-barlang, Lapos-üreg, Ördöglépcső-sziklaüreg, Zöld-barlang), a Kis-Kevélyen azonban a Mackó-barlang (más néven Kis-kevélyi-barlang) az egyetlen.

## Élővilág
A Kis-Kevély flórája és faunája jelentős hasonlóságot mutat a Pilis – és tágabb értelemben a Kárpát-medence mészkőhegységeinek – élővilágával, de említést érdemel néhány fokozottan védett faj itteni előfordulása, mindenekelőtt a magyarföldi husángé (Ferula sadleriana), melynek addig állítólag ismeretlen lelőhelyét Somlyai Lajos botanikus fedezte föl 2006 nyarán a hegy délnyugati sziklaletörésén, karsztbokorerdei sziklacserjések és sziklagyepek mozaikos vegetációjában. Leírása szerint az általa itt megtalált biotóp főbb jellegzetességeiben nagyon hasonló a növényfaj Pilis-tetői élőhelyéhez, mely légvonalban alig 10 kilométerre van innen. Érdekesség, hogy – amint ugyanezen cikkből kiderül – a szerző telepített állományt említ, melynek egyedeit a Vácrátóti Botanikus Kert munkatársai ültették a Kis-Kevélyre, valamikor 1978 és 1985 között, azért, hogy a bükki Bél-kőn élő és a bányászat által kipusztítással fenyegetett husángpopuláció egy részét áttelepítéssel megmenthessék.

## Turizmus
A Nagy-Kevéllyel ellentétben a Kis-Kevély csúcsát elkerülik a jelzett turistautak, bár egy jól járható turistaútvonal végigfut a Kevélyek hegysorának gerincén, így a Kis-Kevély csúcsán is. A csúcstól északra, eltérő szintvonalakon halad – egymással csaknem párhuzamosan – az 1992-ben leégett Kevély-nyergi turistaház helyét, a Mackó-barlangot és az Oszolyt Pomázzal összekötő sárga, lejjebb a nyereg irányából Pilisszentkereszt felé haladó kék, illetve legalul a Nagy-Kevély felől Csobánkára, majd a Holdvilág-árokhoz vezető piros jelzés.
Ugyancsak érinti a Kis-Kevélyt (de a csúcsát elkerüli) a Pilisborosjenői Kevélyhegyi Tanösvény, amely a Kevély-nyeregtől a Mackó-barlangig vezet, majd onnan vissza a Nagy-Kevély felé megy tovább.

## Érdekességek
- A Kis-Kevély jellemzően megjelenik látható módon A mi kis falunk című televíziós vígjátéksorozat minden olyan epizódjában, amelyben autóbontós epizód is szerepel (az ilyen jelenetek tényleges helyszíne általában a Pilisvörösvár keleti szélén működő valódi autóbontó ingatlana).